# Жуковський Євген Михайлович
Євген Жуковський (рос. Жуковский Евгений Михайлович; 23 серпня 1814–1883) — державний та військовий діяч Російської імперії.

## Життєпис
Походив з українського зросійщеного дворянського роду Жуковських. Син Михайла Жуковського, генерал-інтенданта та таємного радника. Народився 1814 року у Невелі (Вітебська губернія). Виховувався у 2-му кадетському корпусі, з якого випущений 16 грудня 1832 прапорщиком, з відрядженням до Михайлівського артилерійського училища. У 1834 році отримав звання підпоручика і в 1835 році переведений до 1-ї лейб-гвардійської артилерійської бригади 1-ї лейб-гвардійської піхотної дивізії.
У 1839 році відряджений до Окремого Кавказького корпусу, де вступив у загін генерал-ад'ютанта П. Х. Граббе, що діяв у Північному та Нагірному Дагестані. Брав участь у кампанії до Чечні, відзначився у сутичках при урочищі Ахмет-Тала та Буртуназі, штурмі Сурсаєвої вежі та взяття замку Ахульго. За це підвищений до штабс-капітана, отримавши Найвищу милість.
1840 року повернувся з відрядження з Кавказу і знову вступив до 1-ї Лейб-гвардії артилерійську бригаду. 1844 року був призначений старшим ад'ютантом головного штабу діючої армії і підвищений до полковника. 1847 року призначено на посаду начальника 4-го відділення в Управлінні генерал-квартирмейстера армії. У 1848—1849 роках брав участь в придушенні Угорської революції, звитяживши при взятті Бартфельда, Еперієша, Кашау, а також у битвах при Вайцені та Дебрецені. За це отримав 1849 року Золоту шпагу з написом «За хоробрість» та австрійський орден Залізної корони 2-го ступеню.
Протягом 1850 року перебував при управлінні генерал-квартирмейстера. 1851 року його було переведено до 3-го Нарвського єгерського полку і відряджено для вдосконалення в стройової службі до Зразкового піхотного полку. Після закінчення терміну відрядження, 1852 року призначається командувати єгерським полком. 30 березня того ж року отримав звання генерал-майора.
1854 року призначено командувачем резервної бригадою 4-ї піхотної дивізії. 1856 року після розформування дивізії був зарахований до запасних військ. Незважаючи на останню обставину, він фактично залишався на дійсній службі і протягом 4 місяців брав діяльну участь у розформуванні дивізії. Лише 1 квітня 1857 року вирушив на проживання до Вітебської губернії. Але вже 7 серпня того ж року зарахований до Міністерства внутрішніх справ.
У 1860 році був призначений військовим губернатором Забайкальської області та наказним отаманом Забайкальського козачого війська. 30 серпня 1861 року підвищено до генерал-лейтенанта. У 1863 році отримав орден Св. Анни 1-го ступеня (імператорська корона до цього ордену була надана в 1867 році). Незважаючи на спроби внесення змін в управління та поліпшення економіки області (проведення сільськогосподарської виставки, будівництва залізниці) нічого не досяг через спротив й саботаж місцевих чиновників. Разом з тим з метою поширення освіти серед місцевого населення встиг створити Комітет для обговорення засобів перекладу підручників бурятською мовою.
11 вересня того ж року призначається комендантом Новогеоргіївської фортеці (Царство Польське). 1870 року нагороджено орденом Св. Володимира 2-го ступеня. 30 серпня 1881 року стає генералом від інфантерії. Невдовзі отримав орден Святого Олександра Невського. Помер у 1883 році.

## Родина
Дружина — Марія Макарова
Діти:
- Дмитро (1866—1943), вчений-біолог, перекладач
- Олександр (1859—1931), дійсний статський радник
- Михайло (1856—1915), дійсний статський радник, сенатор;
- Яків (1857—1926), дійсний статський радник, чиновник особливих доручень Міністерства фінансів
- Любов (1862—1930), дружина генерал-майора В. Н. Цитовича
- Олексій (1863—1892)